# Europa Cup (korfbal) 2021
De Europacup korfbal 2021 zou de 36e editie van dit internationale zaalkorfbaltoernooi worden. De editie kwam echter te vervallen vanwege de vele vergaande maatschappelijke beperkingen die in Europa waren ingesteld na het uitbreken van de coronapandemie. Hierdoor hadden niet alle landen een zaalkampioen aangewezen.
Om alsnog een internationaal teamtoernooi op te zetten, wilde de Internationale Korfbalfederatie de Europa Cup 2021 en de Europa Shield 2021 vervangen door het experimentele European Korfball Tour-toernooi, maar op 25 november 2020 besloot de federatie in verband met de pandemie hiervan af te zien.
1967 ·
1968 ·
1969 ·
1970 ·
1971 ·
1972 ·
1973 ·
1974 ·
1975 ·
1976 ·
1977 ·
1978 ·
1979 ·
1980 ·
1981 ·
1982 ·
1983 ·
1985 ·
1986 ·
1988 ·
1989 ·
1990 ·
1991 ·
1992 ·
1993 ·
1994 ·
1995 ·
1996 ·
1997 ·
1998 ·
1999 ·
2000 ·

2001 ·
2002 ·
2003 ·
2004 ·
2005 ·
2006 ·
2007 ·
2008 ·
2009 ·
2010 ·
2011 ·
2012 ·
2013 ·
2014 ·
2015 ·
2016 ·
2017 ·
2018 ·
2019 ·
2020 ·
2021 ·
2022
2023 ·
2024 ·
2025 ·